# Kärntner Pfennig
Kärntner Pfennig ist ein Überbegriff für Kärntner Münzprägungen. Umgangssprachlich ist damit aber meist der so genannte Friesacher Pfennig gemeint, der weit über die Grenzen Kärntens bekannt war.

## Kärntner Pfennige

### Friesacher Pfennig
Der Friesacher Pfennig wurde etwa ab 1200 geprägt. Es ist die älteste nachgewiesene Prägung des Mittelalters im Kärntner Raum. Er war ein so genannter Vierschlagpfennig. Dieses Geldstück war überaus erfolgreich und entwickelte sich zur ersten überregionalen Handelsmünze des Mittelalters. Der Friesacher Pfennig war ein Silberpfennig. Um Friesach herum wurde damals sehr ergiebiger Silberbergbau betrieben, die dem Pfennig auch den Namen gaben: Die Hauptmünzstätte war Friesach. Friesach war damals ein Teil des Salzburger Erzbistums, dessen Weltlicher Herrscher Erzbischof Konrad I. war, der in Kärnten große Besitzungen hatte.
Der Erfolg des Friesacher Pfennigs war so groß, dass er vom Ungarischen König Andreas II. (1205-1235) als offizielle Landeswährung zugelassen wurde. 
Der Friesacher Pfennig wurde am Höhepunkt seiner Verbreitung, in der ersten Hälfte des 13. Jahrhunderts, in Dalmatien, Oberitalien, Ungarn, Kroatien, Slowenien, Siebenbürgen, der Slowakei und Tschechien gehandelt.

### St. Veiter Pfennig
Der Kärntner Herzog Ulrich III. (1256–1269) prägte den so genannten St. Veiter Pfennig, einen Vierschlagpfennig. Der Pfennig wurde in direkter Konkurrenz zum Friesacher Pfennig des Salzburger Erzbischofs geprägt, war aber nicht annähernd so erfolgreich. Es war dies die bekannteste von vielen Imitationen des Friesacher Pfennigs. Der Friesacher Pfennig wurde auch von vielen anderen Landesherren imitiert.

### Großer Kärntner Ehrpfennig
Der Große Kärntner Ehrpfennig ist eine Medaillenprägung, die im Auftrag der Kärntner Landstände erstmals 1597 geprägt wurde. Es sind nur wenige Exemplare erhalten, jedoch keine Goldprägung. Die Prägung war nie für den normalen Geldhandel bestimmt und ist eher als Ehrenmedaille zu verstehen.